# Clinton Joseph Davisson
Clinton Joseph Davisson (ur. 22 października 1881 w Bloomington w Illinois, zm. 1 lutego 1958 w Charlottesville) – amerykański fizyk, laureat Nagrody Nobla za doświadczalne odkrycie dyfrakcji elektronów w kryształach (nagroda wspólna z G.P. Thomsonem).

## Życiorys

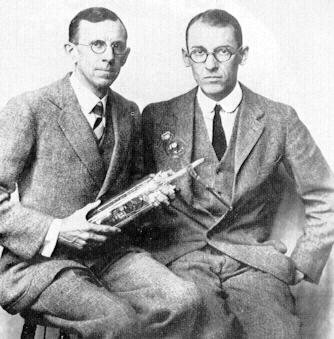
Clinton Joseph Davisson (po lewej) i Lester Halbert Germer (po prawej) w 1927

Jako zdolny uczeń otrzymał stypendium na studia na Uniwersytecie w Chicago, gdzie rozpoczął naukę w 1902. Zwrócił tam na niego uwagę profesor Robert Millikan, ale z powodów finansowych Davisson został zmuszony do przerwania nauki. Wrócił do Bloomington i zaczął pracować w przedsiębiorstwie telefonicznym.
W roku 1904, dzięki rekomendacji Millikana, otrzymał pracę asystenta przy katedrze fizyki w Uniwersytecie Purdue, gdzie pracował do sierpnia 1905, a we wrześniu tego samego roku, raz jeszcze dzięki rekomendacji Millikana, został wykładowcą fizyki na Uniwersytecie w Princeton. Pracował tam do 1910, kilkakrotnie w tym czasie odwiedzając Uniwersytecie w Chicago, w którym uzyskał tytuł magistra w 1908. Stopień doktora otrzymał w 1911 w Princeton.
W latach 1911–1917 pracował w Carnegie Institute of Technology. W kwietniu 1917 chciał wstąpić do wojska, jednak nie został przyjęty i w czerwcu tego samego roku przyjął propozycję pracy – na czas wojny – w laboratoriach przedsiębiorstwa Bell Telephone w Nowym Jorku. Po zakończeniu wojny zaoferowano mu stanowisko profesora w Carnegie, jednak zdecydował się pozostać w przedsiębiorstwie Bella.
W 1919 rozpoczął serię eksperymentów, które w 1927 przyniosły odkrycie dyfrakcji elektronów w kryształach (część z tych prac prowadził wspólnie z Lesterem Germerem). Za to odkrycie otrzymał w 1937, jako pracownik Bell Telephone Laboratories, Nagrodę Nobla w dziedzinie fizyki.
W następnych latach był profesorem w Carnegie Institute of Technology, a w okresie 1947–1949 wizytującym profesorem fizyki na Uniwersytecie Wirginii w Charlottesville.

## Odznaczenia
Wybór według Notable Names Database:
- 1937 – Nagroda Nobla w dziedzinie fizyki
- 1937 – Hughes Medal

## Życie rodzinne
Ojcem Clintona Davisson Joseph Davisson (rzemieślnik), a matką – Mary z domu Calvert (nauczycielka). Ożenił się w 1911 z Charlotte Sarą Richardson, siostrą Owena W. Richardsona (laureata Nagrody Nobla w dziedzinie fizyki w 1928). Mieli trzech synów i córkę. Jeden z synów, Richard Davisson (1922–2004), również został fizykiem.